# Mondaino
Mondaino est une commune italienne de la province de Rimini dans la région Émilie-Romagne en Italie.

## Administration
| Période                                  | Période | Identité | Étiquette | Qualité |
| ---------------------------------------- | ------- | -------- | --------- | ------- |
|                                          |         |          |           |         |
| Les données manquantes sont à compléter. |         |          |           |         |

### Hameaux
Pieggia, San Teodoro, Montespino, Laureto

### Communes limitrophes
Montecalvo in Foglia, Montefiore Conca, Montegridolfo, Saludecio, Tavoleto, Tavullia, Urbino

## Galerie de photos

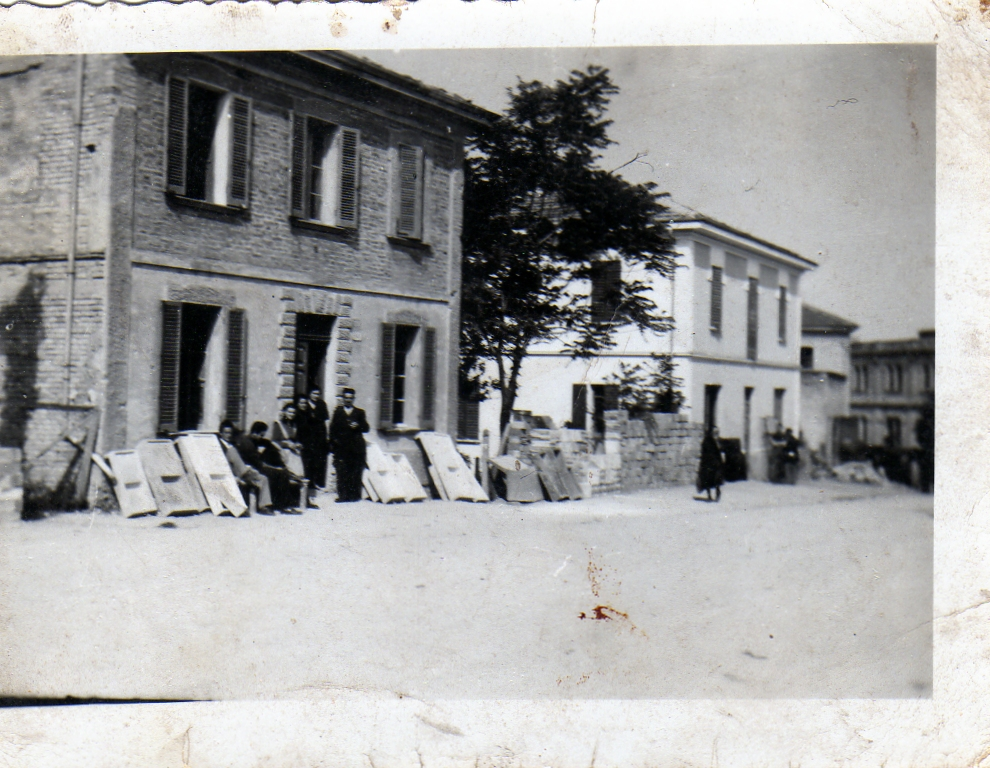
Mondaino, Via borgo 19, en 1949
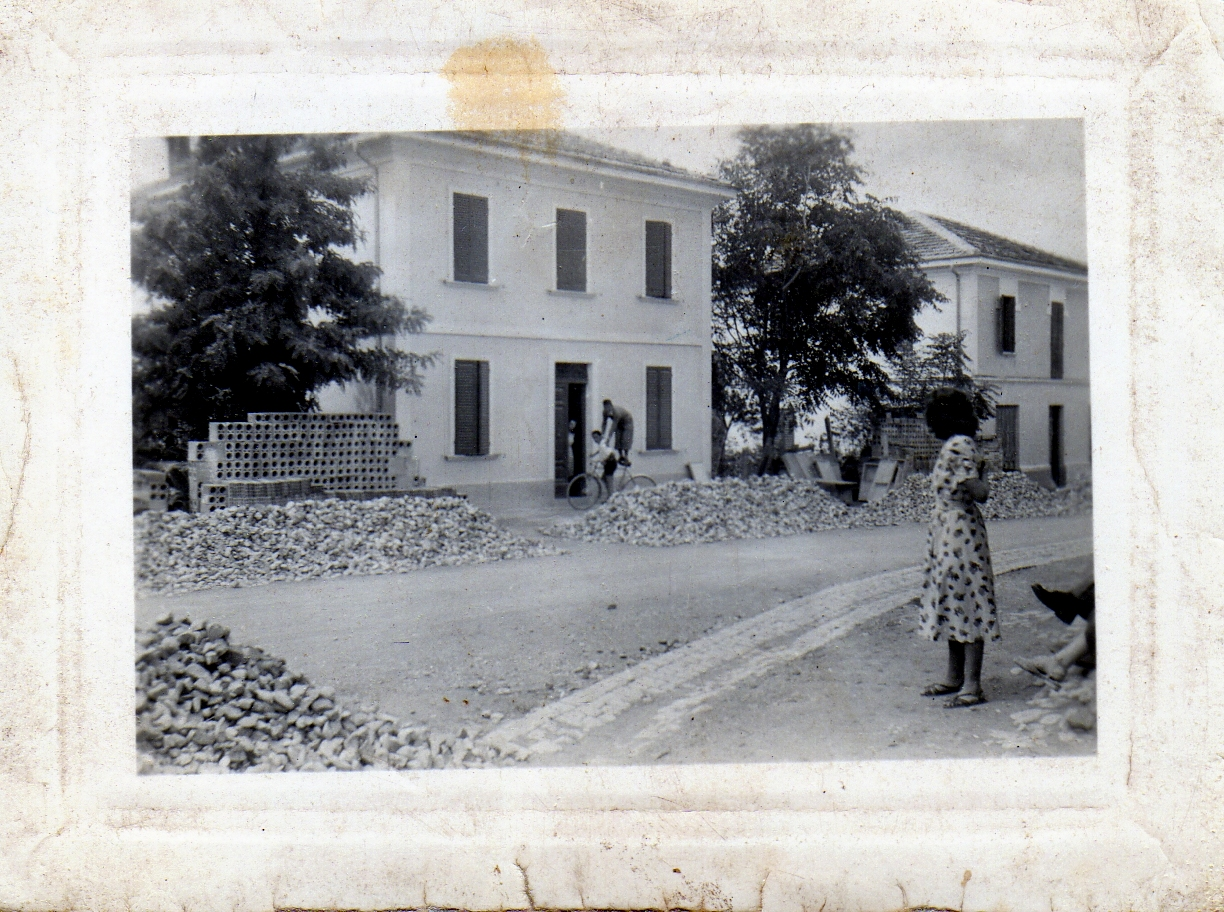
Mondaino, Via borgo 19, en 1951